# África Lorente Castillo
África Lorente Castillo (Tangeri, 16 ottobre 1954 – L'Hospitalet de Llobregat, 1º maggio 2020) è stata una politica, insegnante e scrittrice spagnola, che visse prevalentemente in Catalogna.

## Biografia
Nacque nel 1954 a Tangeri, nell'allora protettorato spagnolo del Marocco, ma i suoi genitori erano originari di Ceutí (Murcia). Trascorsa l'infanzia a Las Palmas e Melilla, nel 1975 si iscrisse all'università di Alicante, città in cui l'anno precedente era entrata in politica iscrivendosi al PSOE locale. Passò poi al Partito dei Socialisti di Catalogna, di cui divenne la prima segretaria della Federazione del Baix Llobregat (1983-1988); fondò la sezione del partito a Castelldefels, dove infine si stabilì.
Fu consigliera per la cultura, l'educazione e lo sport al comune di Castelldefels dal 1979 al 1983 e vicesindaco  dal 1987 al 2003. Fu inoltre eletta deputata alle elezioni del 1984 nel parlamento della Catalogna.
Dopo aver completato gli studi universitari in filologia inglese, insegnò alla scuola "Can Roca i Edumar" di Castelldefels, alla scuola "Jacme March" di Gavà e alla scuola "Torre Barona" di Castelldefels, di cui fu anche preside.
Pubblicò due romanzi in castigliano e gestì su internet un blog sempre in questa lingua.
È morta nel 2020 all'età di 65 anni, per complicazioni da COVID-19. 

## Opere
- Al otro lado del crepúsculo (2009)
- El pájaro de zinc (2012)